# Hotaru no Hikari
Hotaru no Hikari (ホタルノヒカリ Hotaru no hikari?), traducido literalmente como "Brillo de luciérnagas", es una serie de televisión japonesa (un dorama) con una trama de comedia romántica, con elementos dramáticos, protagonizada por la actriz, cantante y modelo Haruka Ayase y el actor y cantante Naohito Fujiki; la serie se estrenó en Japón el 11 de julio de 2007 por el canal Nippon Television. La serie retrata la divertida, tierna y enrevesada historia de amor entre una chica muy "rara" y su serio y maduro jefe.
La serie es una adaptación de un manga de la autora Satoru Hiura; un manga de la categoría Josei (una categoría de manga y anime dirigida especialmente a mujeres adultas, y que trata de las experiencias diarias de las mujeres en el Japón actual).

## Argumento
Amemiya Hotaru (Haruka Ayase) es una chica muy joven, de unos veinte años, que trabaja en el distrito financiero de Tokio como oficinista en una empresa que se encarga del diseño de interiores, la organización de eventos y la promoción de la imagen corporativa de otras empresas grandes, medianas y pequeñas.
En su trabajo Amemiya es muy rigurosa y eficiente, aparte de ser amable y considerada con sus compañeros de trabajo; también en su trabajo Amemiya (que es una chica atractiva) viste bastante bien, cuidando de su pulcra imagen de oficinista, aunque de una forma un tanto sencilla y no especialmente sexy. Lo que no sospechan sus compañeros y especialmente sus compañeras de trabajo, es que cuando llega a su casa Amemiya se convierte en una "himono-onna".
Himono-onna ("pescado seco") es un término despectivo que usan en Japón para referirse a una categoría de chicas: las chicas de veintitantos años que cuando no están trabajando o estudiando (sí es que lo hacen) se la pasan todo el tiempo metidas en casa, sin salir casi a la calle, sin tener vida social, especialmente sin tener vida amorosa o sexual. Y en la casa se dedican a ser "vagas", a no hacer otra cosa que comer y beber cerveza; ni siquiera limpian su casa y la tienen echa un desorden. Además, en la casa visten con ropas viejas, feas, holgadas e incluso sucias, dando la apariencia de unas sin techo indigentes; y tienen modales un poco vulgares. Por todo eso a pesar de su corta edad a estas chicas las consideran "acabadas como mujeres", condenadas a ser unas "solteronas" excéntricas, algo que para la sociedad japonesa (incluso la actual) es un estigma (en un país donde se sigue considerando que los hombres y particularmente las mujeres que permanecen solteros o solteras después de los treinta años son personas fracasadas).
En el caso de Amemiya todo eso se agrava por ser marcadamente infantil en casa y torpe socialmente en situaciones fuera del ámbito laboral. Pero por su imagen radicalmente distinta en el trabajo sus compañeras no imaginan que Amemiya sea una himono-onna e incluso sospechan que pueda tener un novio o amante oculto. Y su vida da un vuelco por un suceso fortuito.
Takano Seiichi (Fujiki Naohito) es el gerente del departamento de la empresa en el que trabaja Amemiya y por tanto su jefe directo; él es un hombre joven pero con una significativa diferencia de edad con ella, ya que es treintañero. Takano es un hombre atractivo y elegante, serio y muy eficiente en el trabajo, pero comprensivo y cortés con sus empleados; pero su éxito profesional contrasta con su vida personal. Y es que al comienzo de la historia Takano y su esposa se están divorciando, ya que ella se ha separado de él y Takano tiene que abandonar el apartamento donde residían; él está deprimido pues aún quiere a su esposa y porque reconoce que es suya la culpa de que su mujer haya dejado de amarlo, por anteponer el trabajo a su relación de pareja.
Takano va a vivir a una casa propiedad de sus padres y que él supone vacía; pero su sorpresa es grande al descubrir que en ella vive su empleada Amemiya. Ella había conocido casualmente al padre de Takano hace un tiempo, y éste, en unas circunstancias particulares, le había dado la casa en préstamo a Amemiya por todo el tiempo que la necesitara. Luego de un inicial desencuentro el disgustado Takano intenta echar a Amemiya de la casa, pero al final termina cediendo y acepta compartir la casa y convivir con ella; a pesar de que el desorden y la forma de ser de Amemiya en casa le molestan profundamente, siendo él un fanático del orden y la limpieza en el hogar. Ambos mantienen en secreto el que viven juntos, para evitar problemas en el trabajo sí sus compañeros llegan a creer que existe una relación sentimental y sexual entre jefe y subalterna.
Paralelamente entra a trabajar en el departamento de Takano y Amemiya un nuevo empleado, Teshima Makoto (Kato Kazuki), al que las mujeres de la oficina encuentran atractivo con su look de joven artista bohemio; Makoto se siente atraído desde el principio por Amemiya, y por su parte ella empieza a enamorarse de él cuando se da cuenta de su interés, pero su timidez, torpeza y baja autoestima no le permiten acercarse como es debido a Makoto. Para complicar las cosas otra empleada de la oficina, Saegusa Yuuka (Kuninaka Ryoko), también está enamorada de Makoto y competirá con Amemiya por él; 
y a su vez otro empleado del departamento, Jinguuji Kaname (Takeda Shinji), está enamorado de Yuuka, pero ella solo lo ve como amigo.
Takano ayudará a Amemiya a conquistar a Makoto para que ella deje de ser una himono-onna, y sobre todo para que se vaya a vivir con él y le deje la casa para él solo; pero luego, a medida que va comenzando a sentir afecto por ella, también lo hace por la felicidad de la chica. Al mismo tiempo Takano hace tímidos esfuerzos por recuperar a su esposa, pero desiste de ellos al darse cuenta de que ella ya ha iniciado una nueva vida.
Pero al desarrollarse la trama Takano se da cuenta de que se ha enamorado de Amemiya, la dulce y alegre chica (que sin embargo lo saca de sus casillas a cada rato con sus rarezas y disparates propios de himono-onna); y sin embargo la sigue ayudando a conquistar a Makoto, porque solo desea la felicidad de ella. Por su parte Amemiya también desarrolla fuertes sentimientos por su jefe, amigo y confidente Takano; pero su falta de experiencia en asuntos del corazón y su ingenuidad no le permiten entender que también se está enamorando de Takano, cegada además por su enamoramiento de Makoto.
Al final de la historia, en medio de divertidos enredos, Amemiya se debatirá entre los dos hombres que quiere, Takano y Makoto; entre el joven compañero de trabajo que la ilusionó por primera vez y su jefe Takano que la ha conocido en la intimidad y la quiere tal y como es, a pesar de ser una himono-onna, y que además le ha infundido el valor para levantarse y buscar el amor y la dicha.
Entre las señas de identidad de la serie frecuentemente recordadas por sus fanes destacan dos: las conversaciones entre Amemiya y su jefe Takano en el porche de la casa que da al pequeño jardín, conversaciones (o discusiones, a veces) en las que se va desarrollando su relación. Y el apelativo con el que siempre Amemiya se dirige a Takano: "buchou", un término japonés con el que se denomina a algunos tipos de jefes en el ámbito laboral, especialmente a un gerente de departamento. Amemiya ya lo usaba en la oficina para dirigirse a él antes de que vivieran juntos e intimaran, pero a partir de que su relación se hizo más personal, e incluso cuando Amemiya descubre que tiene sentimientos hacia Takano, sigue llamándolo así en la intimidad, aunque con un dejo de cariño y confianza. Por su parte Takano a veces la llama a ella en la intimidad "Aho-miya", haciendo un juego de palabras con el nombre de ella y un término japonés que vendría a decir "tonta", "estúpida"; y que al principio nació como un mote burlón y despectivo, pero que luego se convierte en un apelativo más o menos cariñoso.

## Elenco
- Haruka Ayase como Amemiya Hotaru, una chica veinteañera que trabaja en una oficina de una gran empresa; ella es una empleada muy responsable y eficiente, y es apreciada por sus compañeros de trabajo. Pero nadie sospecha que ella es una "himono-onna", y que al llegar a casa se desprende de su imagen de chica pulcra y ordenada, se viste con franelillas y pantalones de mono, prendas viejas, rotas y sucias, y se recoge el cabello en un moño de "samurái"; y solo se dedica a comer, beber cerveza, ver televisión y leer manga, mientras mantiene la casa en absoluto desorden y suciedad. Como buena himono-onna ella no tiene vida social fuera de la oficina y mucho menos sexual o sentimental, no muestra ningún interés en su futuro y parece condenada a ser una "solterona" extravagante; para colmo ella es muy infantil en la intimidad y se comporta como una niña. Pero su vida dará un vuelco cuando en ella sucedan dos cosas: la llegada a la oficina de un nuevo empleado, Teshima Makoto, del que Amemiya no tarda en enamorarse, y que a la casa donde vive Amemiya se mude Takano Seiichi, su jefe en el trabajo desde hace un año. Takano termina convirtiéndose en el mejor amigo y confidente de Amemiya, y gracias a sus consejos (y a sus enfurecidos regaños) ella tiene el valor para sacudirse su apatía y luchar por el amor de Makoto; pero en medio de su sufrida historia de amor por Makoto, Amemiya termina descubriendo que también tiene fuertes sentimientos por su jefe Takano, y estará en una difícil encrucijada donde se jugara su felicidad.

- Fujiki Naohito como Takano Seiichi, un joven y exitoso ejecutivo, gerente del departamento de la empresa donde trabaja Amemiya. Takano, un hombre atractivo y elegante, atraviesa un momento difícil al comienzo de la historia, porque su esposa lo ha dejado y está en pleno proceso de divorcio, aunque él todavía siente algo por ella y quisiera salvar el matrimonio. Buscando paz se muda a una casa propiedad de sus padres, pero para su sorpresa descubre que en ella vive Amemiya Hotaru, una empleada de su departamento que hasta ahora había pasado casi inadvertida para él. Pero su sorpresa es aún más grande al descubrir que la Amemiya hogareña no tiene nada que ver con la de la oficina, pues es una auténtica himono-onna. Aunque su intención inicial es echarla de la casa, termina aceptando vivir con ella, aunque el estilo de vida de la chica y sus excentricidades lo ofenden y lo sacan de sus casillas. Pero poco a poco Takano se convierte en el mejor amigo y confidente de Amemiya, y se preocupa sinceramente por ella, y para ayudarla a ser feliz la asesora para que conquiste al chico que le gusta, Teshima Makoto. Pero con el paso del tiempo Takano descubre que se ha enamorado de Amemiya, aunque no sabe sí ya será demasiado tarde y tendrá que dejarla ir de su vida.
- Kato Kazuki como Teshima Makoto, un joven empleado recién llegado del extranjero que se ha incorporado al departamento del gerente Takano (donde ya había trabajado antes hace unos años), y que es un dibujante y diseñador de los conceptos de diseño de interiores que desarrolla la empresa. Las mujeres lo adoran por su atractivo físico, su imagen de artista bohemio y su personalidad un tanto misteriosa e introvertida. Nada más conocer a Amemiya, él se siente atraído por ella (aunque sin saber que la Amemiya de la oficina es diferente a la de la intimidad) y ella se enamora de Makoto. Sin embargo, los enredos causados por las torpezas y rareza de Amemiya le harán sentir a veces a Makoto que ella lo rechaza. Al final de la historia Makoto verá en su jefe Takano a un rival por el amor de Amemiya.
- Kuninaka Ryoko como Saegusa Yuuka, otra empleada compañera de Amemiya. Es una chica bella y sofisticada, además simpática, generosa y bastante más madura emocionalmente que Amemiya. Está enamorada de Makoto pero él no le corresponde; ella competirá de todas maneras con Amemiya por el amor de él, aunque lo hará de forma noble y sin sentir rencor hacia Amemiya, por la que más bien siente afecto. Por su parte Amemiya se siente intimidada por Yuuka, ya que la ve como una chica "brillante" (por perfecta).
- Takeda Shinji como Jinguuji Kaname, un hombre joven y apuesto, que también trabaja en el departamento de Takano. Con apariencia de ejecutivo elegante y personalidad agradable, Kaname está enamorado de Saegusa Yuuka pero ella no le corresponde porque solo tiene ojos para Makoto; aun así Kaname y ella tienen una gran amistad, y él la ayudara a conquistar a Makoto por la felicidad de ella (de una forma un tanto parecida a como Takano ayuda a Amemiya a lo mismo, es decir, a conquistar a Makoto).
- Itaya Yuka como Yamada Sachiko, una mujer atractiva y sofisticada, que junto a Takano son los de más edad en un departamento con un personal muy joven. Ella ha tenido un largo historial amoroso, con muchos novios y amantes, y por eso la consideran una experta en asuntos del amor. Tantos los hombres como las mujeres de la oficina (sobre todo las chicas) recurren a ella pidiéndole consejos en temas sentimentales, y las chicas a veces le llaman con el término japonés que se suele agregar al nombre cuando uno se dirige a una hermana mayor. Pero a pesar de su simpatía, alegre forma de ser y su experiencia en el amor, en el fondo Yamada vive la tristeza de la soledad, al no haber hallado el amor verdadero.
- Yasuda Ken como Futatsugi Shouji, el mejor amigo de Takano. Es gerente de otro departamento de la misma empresa y tiene en común con su amigo que su matrimonio también acabó en divorcio (aunque hace más tiempo) lo que le causó una gran pena en su día; como su amigo Takano lo ayudó mucho entonces, él trata de cuidar de Takano y se preocupa por él, especialmente cuando descubra el amor de Takano por Amemiya.